# Cincelada
Cincelada es un centro poblado ubicado al sur del departamento de Santander (Colombia); hace parte de la jurisdicción municipal de Coromoro. Cuenta con una población aproximada de 3000 habitantes en sus diferentes veredas y casco urbano, su principal vía está a 12 km del municipio más cercano,  Charalá. 

## Historia
Su principal legado histórico está ligado a la participación en las batallas independentistas, con la participación de la heroína colombiana María Antonia Santos quien nació en Pinchote y fue criada en tierra coromoreña.[cita requerida]

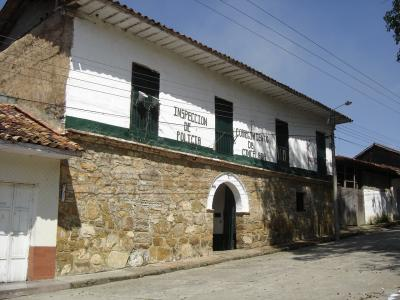
Instalaciones de Piedra donde existe el "Calabozo Antonia Santos" fue allí donde estuvo prisionera María Antonia Santos Plata. Actualmente funciona como Inspección de policía del centro poblado.

El territorio de Cincelada fue descubierto hacia la década de 1740 por Jorge Incelada. De la fundación del pueblo como tal no se tienen datos; lo que sí se sabe es que la parroquia de Cincelada fue fundada el 4 de marzo de 1764 por Francisco Becerra de la Fuente. Si bien el curso de los trámites de erección de la parroquia tomó un tiempo, la sentencia de erección fue firmada el 4 de marzo de 1765 por el gobernador de la Arquidiócesis de Santafé, quien reemplazaba al Arzobispo José Javier De Araus, recientemente fallecido.  Siendo los habitantes del centro poblado de Cincelada descendientes de las comunidades guanes y muiscas.
Cincelada fue municipio hasta el año 1932. Fue un centro de comercio y paso importante sobre la ruta más corta entre el sur de Santander y la plaza de Belén en Boyacá. Fue en ese año en que, por ordenanza de la Honorable Asamblea de Santander, se traslada la cabecera municipal a Coromoro, hoy cabecera municipal.
En la época más reciente, Francisco Romero, quien siempre trabajó en beneficio de las comunidades, fue el artífice y gestor de que Cincelada haya llegado a ser accesible por vía terrestre a mediados de los años 50 del siglo XX; posteriormente, gracias a incentivos a las comunidades, se empezó a conectar Cincelada con Santa Clara más al sur, y luego el proyecto tuvo apoyo del gobierno departamental.[cita requerida]

## Economía
Cincelada basa su economía en la agricultura; su principal cultivo es el café, lo siguen en importancia el plátano, el maíz, la producción de panela, la yuca y la ganadería. Es importante resaltar que, gracias a la producción de café, estas comunidades pudieron mejorar sus ingresos y la economía local, siendo a día de hoy el sustento económico del 80% de la población cinceleña.
Es un territorio con abundante agua en sus quebradas y ríos donde la población realizaba la pesca de manera indiscriminada y sin ningún tipo de control, fue ahí que en el año 1994 el Alcalde Municipal de la Época Rodolfo Sánchez Alvarez oriundo de Cincelada decretó la prohibición de pesca en sus ríos, contribuyendo a la conservación de los peces y sus ecosistemas, se promovería la siembra de árboles para proteger y contribuir con la conservación de estas abundantes fuentes hídricas. 
Para el año 1994 y con el objetivo primordial de mejorar los ingresos y la economía de estas comunidades el señor Alcalde Municipal Rodolfo Sánchez Alvarez (1992-1994) introdujo un Programa de piscicultura que brindaban capacitaciones sobre producción, entrega de alevinos, concentrados y construcción de estanques en concreto en diferentes predios, lograron fortalecer este renglón de la economía, así como la introducción de trucha arcoíris de manera controlada, actualmente un renglón que genera empleo en la región que se ha convertido en atracción turística para propios y visitantes con diferentes cultivos dela especie y producción de manera escalonada.

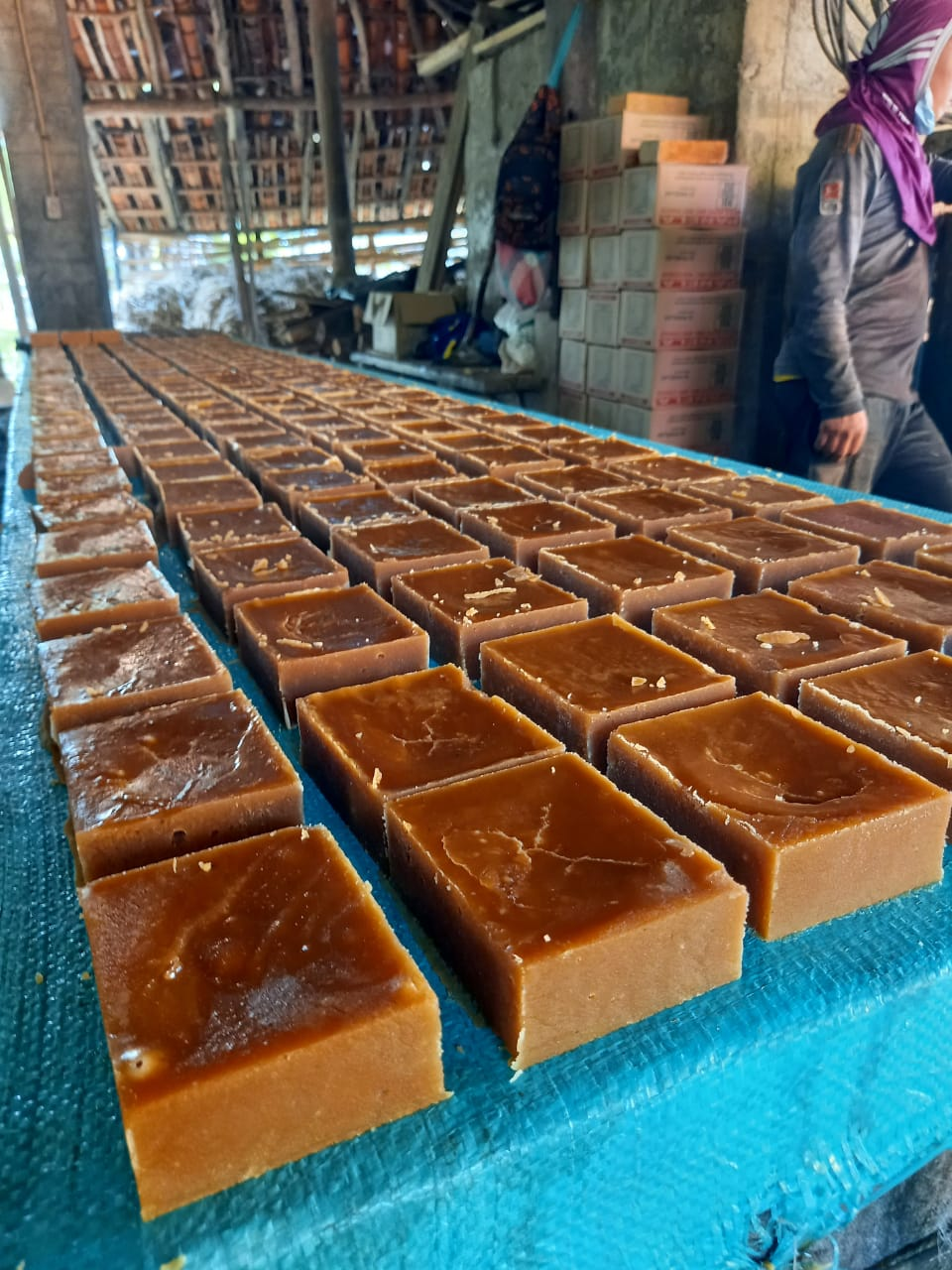
La panela, es uno de los productos estrella de la economía cinceleña. Este producto es elaborado artesanalmente sin refinar ni blanquear, usando como única materia prima el jugo de la caña de azúcar.

## Turismo

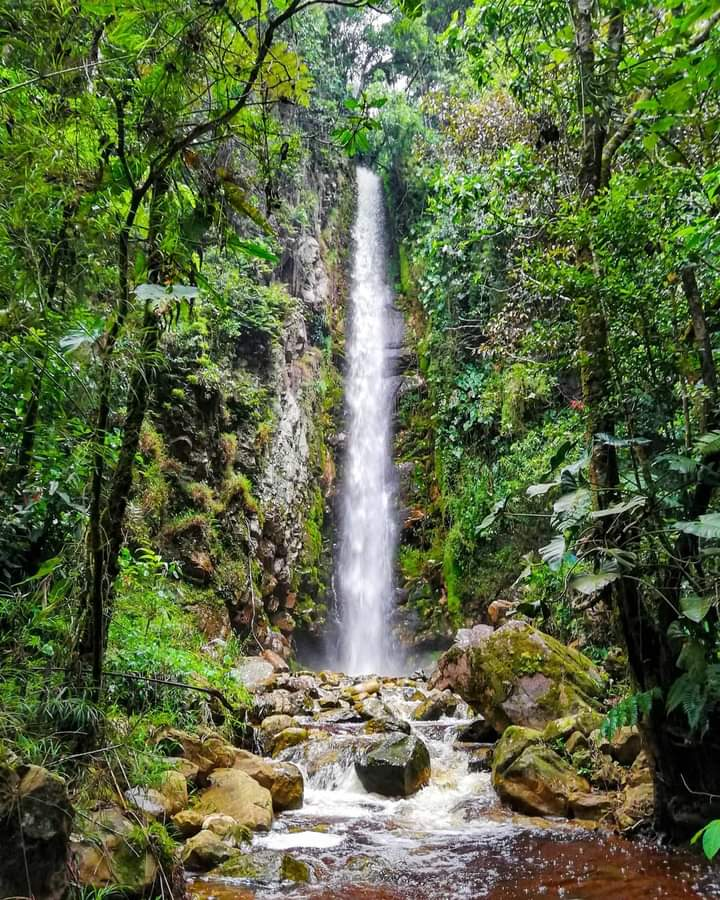
Cascada La Lejía ubicada en la vereda Ture

Este centro poblado cuenta con atractivos turísticos a su alrededor como: la Laguna Azul,  ubicada en la vereda Santa Clara, la Laguna del Cazadero (vereda Ture), el Alto del Espejuelo (Vereda La Hoya), el Salto de La Lejía (vereda Ture), la  Cascada las Ánimas (vereda Ture) y el Pozo Tambor (vereda La Hoya), entre otros. El casco urbano está situado en medio de dos quebradas, siendo privilegiado con abundante agua. Gracias a sus riquezas hídricas existen cultivos de trucha arcoíris en el sitio denominado Guayana localizado en la vereda Ture, que se han convertido en un atractivo turístico más para visitar.[cita requerida]

## Clima
La temperatura máxima promedio en Cincelada es 26 °C en enero y de 24 °C en abril. Cincelada tiene un clima ecuatorial, suele ser caluroso, húmedo y lluvioso durante todo el año. La temperatura media anual en Cincelada es 19° y la precipitación media anual es 1216 mm. No llueve durante 38 días por año, la humedad media es del 83% y el Índice UV es 4.[cita requerida]